# Towarzystwo im. Mychajła Kaczkowskiego
Towarzystwo im. Mychajła Kaczkowskiego – ukraińskie towarzystwo społeczno-kulturalne, działające w Galicji.
Po fiasku prób porozumienia pomiędzy starorusinami, moskalofilami i narodowcami i usunięciu tych ostatnich z Russkiej Rady, rolę ich ośrodka politycznego i kulturalnego zaczęło pełnić ukrainofilskie Towarzystwo Proswita. Dlatego też środowiska rusofilskie uznały, że należy stworzyć przeciwwagę dla Proswity w walce o masy chłopskie.
Inicjatorem utworzenia Towarzystwa był ksiądz greckokatolicki Iwan Naumowycz, wybrany w 1873 posłem do austriackiego parlamentu. Przebywając w Wiedniu, dowiedział się on o funkcjonowaniu w Lublanie Bractwa św. Mohorta, prowadzącego pracę wydawniczą i oświatową wśród ludu.
Pierwsze zebranie założycielskie Towarzystwa odbyło się 20 sierpnia 1874 w Kołomyi. Oprócz miejscowych działaczy, pojawili się na nim przedstawiciele lwowskich organizacji: Ruśkiej Rady - Teofil Pawłykiw, Instytutu "Narodnyj Dim" - Jakiw Szwedzycki, Hałyćko-Ruśkiej Matyci - Onufrij Łepki, Akademicznego Krużka - M. Hołejko. W programie organizacji zapisano jako jej cele

krzewienie nauk, obyczajowości, pracowitości, abstynencji i oszczędności, świadomości obywatelskiej i cnót wszelkich pomiędzy narodem ruskim w Austrii

Program towarzystwa uwzględniał także problemy wyznaniowe - organizacja miała krzewić wśród ludności przywiązanie do "pradziadowskiego cerkiewnego obrządku świętego". Do 1876 siedzibą Towarzystwa była Kołomyja, następnie jego centralę przeniesiono do Lwowa.
Towarzystwo utworzyło w Galicji sieć czytelni i filii, konkurujących z podobnymi strukturami narodowców. Do 1890 miało 20 filii powiatowych, wydało 175 tytułów popularnych publikacji dla ludu (łączny nakład, według informacji Towarzystwa, wyniósł 500 tys. egzemplarzy), miało ok. 100 czytelni i 100 oddziałów lokalnych oraz ok. 100 magazynów zbożowych. Działacze organizacji byli inspiratorami powstania Towarzystwa "Narodna Torhowla", sieci sklepików gminnych oraz organizacji dwóch wystaw przemysłowo-gospodarczych (w Kołomyi i Stanisławowie).

## Przewodniczący Towarzystwa
- Wenedykt Płoszczanskyj (1876-1880)
- Teofil Pawłykiw (1880-1884)
- Bohdan Didycki (1884-1903)
- Pyłyp Swystun (od 1903)
- Adrijan Kopystianskyj
- Marian Głuszkiewicz (do 1928)